# Ronnie Dix
Ronald William Dix (Bristol, 12 settembre 1912 – Bristol, 2 aprile 1998) è stato un calciatore inglese, di ruolo attaccante.

## Carriera

### Club
Ha sempre giocato nel campionato inglese.

### Nazionale
Debuttò nel 1938 con la maglia della nazionale inglese, per la quale giocò solamente un incontro.